# Rodeites dakshinii
Rodeites dakshinii is een uitgestorven varen uit de pilvarenfamilie (Marsileaceae).
Fossielen van deze soort zijn bekend van Tertiaire hoornsteen-afzettingen (65 tot 2,5 miljoen jaar geleden) uit de Deccan Traps in westelijk India.

## Kenmerken
Van Rodeites dakshinii zijn enkel sporocarpen gevonden. Deze zitten in groepen bij elkaar, bezitten een dikke wand met een prismatische laag, en bevatten zowel micro- als macrosporen. In de macrosporen zijn cellulaire gametofyten aangetroffen.
De morfologie van de sporocarp en de wijze waarop de sporenhoopjes zijn vastgehecht, laat uitschijnen dat Rodeites dakshinii, in tegenstelling tot wat vroeger gedacht werd, nauwer verwant is aan het recente geslacht Marsilea dan aan Regnellidium.